# Veliny
Veliny är en ort i Tjeckien.   Den ligger i regionen Pardubice, i den centrala delen av landet, 120 km öster om huvudstaden Prag. Veliny ligger 289 meter över havet och antalet invånare är 361.
Terrängen runt Veliny är platt. Runt Veliny är det ganska tätbefolkat, med 120 invånare per kvadratkilometer. Närmaste större samhälle är Vysoké Mýto, 15,2 km sydost om Veliny. I omgivningarna runt Veliny växer i huvudsak blandskog.